# Гремячинск
Гремя́чинск — город краевого значения в Пермском крае России. Входит в Губахинский муниципальный округ.
Основан в 1942 году как посёлок строителей шахт Гремячинского каменноугольного месторождения. Наибольшее число жителей было в 1960-е годы (38 тыс. чел.). С выработкой и закрытием шахт население города уменьшалось и к 2020-м годам достигло 8—9 тыс. человек. После закрытия шахт основная часть населения работает на предприятиях деревообработки и транспортировки газа.
Бывшие шахтёрские города Гремячинск и Кизел относятся к самым экономически и социально депрессивным территориям Пермского края.

## География
Город расположен на востоке Пермского края по берегам речки Большая Гремячая, впадающей в Вильву, приток Усьвы, в 176 км к востоку от Перми. В 6 км от города находится ближайшая железнодорожная станция Баская (линия Чусовская — Соликамск).

## История
Возникновение города связано с освоением Гремячинского каменноугольного месторождения Кизеловского угольного бассейна. 8 декабря 1941 года приказом управляющего трестом «Кизелшахтострой» было создано Гремячинское управление новых шахт (УНШ), в задачу которого входило строительство шахт мелкого заложения. Первые четыре шахты: № 62, 63, 64, 65 были заложены в конце февраля 1942 года. Первые два жилых дома были построены в середине апреля 1942 года. 11 декабря 1942 года шахтные посёлки на территории месторождения и пристанционный посёлок Баская были объединены в посёлок городского типа Гремячинский. 31 декабря этого же года вступила в строй первая шахта – шахта № 63. В 1943 году первые эшелоны гремячинского угля пошли на оборонные предприятия области и на фронт.
4 мая 1949 года посёлок был преобразован в город Гремячинск. За первые семь лет истории Гремячинска (1942—1948) были построены и сданы в эксплуатацию 10 шахт. В эти годы значительную часть населения города и округи составляли недавно освободившиеся заключённые ГУЛАГа (Широковский и Кизеловский лагеря) и «спецпоселенцы» (немцы-трудармейцы).
В годы Великой Отечественной войны острая потребность в угле и использование дешёвого труда делали разработку Гремячинского месторождения рентабельной. С 1960-х годов добыча угля в Кизеловском бассейне стала убыточной и начала сокращаться. В 1970-х годах для сохранения занятости в городе был построен завод «Автоспецоборудование» и ряд других предприятий, что замедлило отток населения из города.
К началу 2000-х годов запасы угля Гремяченского месторождения были истощены, угледобыча прекращена.
В 2004—2018 годах был административным центром Гремячинского городского поселения и одноимённого муниципального района. В 2018—2022 годах был административным центром Гремячинского городского округа. С 2022 года утратил статус административного центра и входит в состав Губахинского муниципального округа.

## Население
| 1959    | 1963    | 1967    | 1970    | 1979    | 1989    | 1992    | 1996    | 1998    |
| ------- | ------- | ------- | ------- | ------- | ------- | ------- | ------- | ------- |
| 38 014  | ↗38 100 | ↘35 000 | ↘29 975 | ↘21 578 | ↘20 977 | ↘20 000 | ↘18 400 | ↘17 600 |
| 2000    | 2001    | 2002    | 2003    | 2005    | 2006    | 2007    | 2008    | 2009    |
| ↘16 800 | ↘16 300 | ↘13 237 | ↘13 200 | ↘12 200 | ↘11 800 | ↘11 400 | →11 400 | ↘11 201 |
| 2010    | 2011    | 2012    | 2013    | 2014    | 2015    | 2016    | 2017    | 2018    |
| ↘10 752 | ↗10 800 | ↘10 257 | ↘9863   | ↘9599   | ↘9430   | ↘9208   | ↘9000   | ↘8732   |
| 2019    | 2020    | 2021    | 2023    |         |         |         |         |         |
| ↘8454   | ↘8170   | ↗8360   | ↘8100   |         |         |         |         |         |

На 1 января 2025 года по численности населения город находился на 987-м месте из 1124 городов Российской Федерации.
По данным переписи населения (2002 г.) среди национальностей преобладают русские (более 70 % населения), татары (около 16 %), украинцы, удмурты, немцы. Средний возраст — 37 лет. Женщины составляют 51,3 % жителей, мужчины — 48,7 %.

## Экономика
Среди промышленности ведущее место занимает лесопереработка (ДОК «Гремячинский»). На базе бывшего завода «Полиграфмаш» создано предприятие,  которое занимается глубокой переработкой леса (ООО ПЛПК).
В городе также работают газокомпрессорная станция магистрального газопровода «Пермтрансгаз» (Гремячинское ЛПУ МГ), каменный карьер «Заготовка».

## Транспорт
Ближайшая железнодорожная станция Баская находится в 6 км от центральной части города. Пригородное сообщение до Чусового и Кизела, поезда дальнего следования до Соликамска и Екатеринбурга (через Чусовой и Нижний Тагил).
Из автобусных маршрутов в 2012 году существуют 2 междугородних, пригородный и 3 внутригородских.

## Социальная сфера и культура
Высшим звеном в системе образования Гремячинска является СПТУ № 22, предшественниками которого были 6 школ Ф3О (2 строительные, 4 горные), открытые в 1946 г.. В 1953 г. на базе этих школ было образовано горнопромышленное училище № 4. В 1975 г. создано новое училище, где готовились кадры не только горняков, но и токарей, слесарей, водителей автомобиля. В настоящее время училище меняет профиль с горного на машиностроительный (обучается около 300 учащихся).
В городе действуют общеобразовательные школы, музыкальная школа, школа-интернат и вспомогательная школа. Число учащихся превышает 3 тыс. человек. Учреждения культуры в Гремячинске представлены ДК шахтёров, 6 клубными учреждениями, 7 библиотеками (более 200 тыс. томов), городским музеем (свыше 2000 экспонатов), городским парком культуры и отдыха площадью 18 га, Домом детского творчества (61 кружок 880 учащихся). Издаётся городская газета «Шахтёр».
Центром системы здравоохранения в городе является городская объединённая больница, возникшая как поселковая больница, подчинявшаяся Губахинскому горздравотделу. В больнице (построена в 1955 г.) действует 5 отделений, оказывается специализированная хирургическая, терапевтическая, акушерско-гинекологическая, стоматологическая и наркологическая помощь. Аптечная служба осуществляется аптекой № 125. Действует СЭС.

## Экология
В пределах городской черты находится 95,5 га земель, нарушенных шахтными разработками, в том числе 21,9 га занято отвалами. Провалы занимают объём 11,9 тыс. м³, отвалы — 2,9 млн м³. Вопрос рекультивации отвалов, восстановления нарушенных земель и очистки рек стоит очень остро. Все водотоки Гремячинска безжизненны и превратились в сточные коллекторы.
В 2005 году экологическая обстановка Гремячинска характеризуется в первую очередь заброшенными шахтными самоизливающимися источниками кислых вод, которые в южной части города сливаются в реку Большая Гремячая, далее в Вильву, шлейф загрязнённой воды тянется до Чусового.

## Известные жители и уроженцы
- Волков Владимир Николаевич — российский учёный, доктор философских наук. Провёл детство в Гремячинске.
- Головчанский, Григорий Петрович — российский историк и археолог, руководитель Камской археологической экспедиции.
- Гебель, Вилли Рихардович — первостроитель Гремячинска, в составе немецкой трудармии. Председатель общества российских немцев «Возрождение», автор книги «Это было недавно, это было давно».
- Старжинский Павел Иванович — первостроитель города, в 1979 году издана его книга «Рожденный в грозу. Записки комсорга» о становлении Гремячинска.
- Закиров Рифкат Хайдарович[32] — поэт, член союза писателей Республики Татарстан.
- Воробьёва, Халида Шайхнуровна  — советская конькобежка, чемпионка СССР (1979 - 500 м), бронзовый призёр (1978 - 500, 1500 м) и по спринтерскому многоборью (1979), рекордсменка СССР, рекордсменка мира на 1500 м, 10-кратная чемпионка России среди ветеранов. Мастер спорта СССР международного класса (1978). Выступала за ДСО "Труд" (Красногорск).
- Кениг Гельмут Рихардович[33] — профессор, кандидат технических наук, член-корреспондент Академии аграрного образования, заслуженный работник высшей школы Российской Федерации.
- Герасимов, Дмитрий Геннадьевич — российский боксёр (мастер спорта) и кикбоксер (заслуженный мастер спорта).